# Testowanie lin wspinaczkowych
Testowanie lin wspinaczkowych – seria testów i badań mających na celu określenie parametrów danej liny. Testy te przeprowadzane są przez UIAA, jak i samych producentów lin według normy EN 892.

## Badane parametry

### Średnica
Średnica liny mierzona jest pod obciążeniem 10 kg dla lin pojedynczych, 6 kg dla lin połówkowych oraz 5 kg dla lin bliźniaczych.

### Waga
Podawana w stosunku do 1 metra długości.

### Liczba normowanych odpadnięć
Jest to liczba odpadnięć o współczynniku odpadnięcia 1,77 wyłapywanych statycznie, które wytrzymuje dana lina. Norma ustala minimum 5 odpadnięć z ciężarem 80 kg dla lin pojedynczych.  Liny połówkowe obciąża się do tego testu ciężarem 55 kg. W przypadku lin bliźniaczych obciąża się obie żyły ciężarem 80 kg. Liny bliźniacze muszą wytrzymać 12 takich odpadnięć.

### Maksymalna siła uderzeniowa
Jest to siła, która powstaje podczas pierwszego, wyłapanego statycznie, odpadnięcia w warunkach takich, jak podczas badania liczby normowanych odpadnięć dla danego typu liny. Norma dla lin pojedynczych i bliźniaczych wynosi maksymalnie 12 kN. Dla lin połówkowych jest to maksymalnie 8 kN.

### Posuw oplotu
Jest to przemieszczenie oplotu względem rdzenia w warunkach obciążenia. Norma dopuszcza posuw długości 20 mm na linie o długości 1930 mm.

### Wydłużenie statyczne
Lina obciążana jest ciężarem o wadze 80 kg. Wydłużenie nie może być większe niż 10% dla lin pojedynczych (jedna żyła) i bliźniaczych (dwie żyły), oraz 12% dla lin połówkowych (jedna żyła).

### Wydłużenie dynamiczne
Jest to wydłużenie podczas pierwszego normowanego odpadnięcia. Nie może ono przekroczyć 40%.

### Węzłowatość
Określa ona "miękkość" i łatwość w manipulacji liną. Na linie wiąże się węzeł zwykły, linę obciąża ciężarem 10 kg i mierzy wewnętrzną średnicę węzła. Węzłowatość to stosunek zmierzonej średnicy do średnicy liny. Parametr ten nie może być większy niż 1,1.